# سيمون براور
سيمون براور هو مصور إكوادوري، ولد في 22 يونيو 1973 في كيتو في الإكوادور.

## وصلات خارجية
- سيمون براور على موقع IMDb (الإنجليزية)
- سيمون براور على موقع قاعدة بيانات الفيلم (الإنجليزية)